# Revoltes de Mireke i dels Boroldai (1388)
Les revoltes de Mireke i dels Boroldai foren aixecaments contra l'autoritat de Tamerlà produits el 1388.

## Revolta de Mireke (1388)
Abu l-Fath, germà petit de Muhammad Mireke el governador de Khuttalan (la filla de Timur, Sultan Baot Begum s'havia casat amb ell estant embarassada), va desertar i va fugir de Samarcanda, però fou atrapat al desert de Kiptxak per Lala Bahadur que el va interrogar i va revelar que estava a les ordres del seu germà Mireke que havia abandonat el partit de Timur. Fou portat a Bukharà on el princep Umar Xaikh va alertar al seu pare (que era a Coràsmia) i va anar a fer algunes indagacions a Samarcanda.
Mireke havia convençut a les tropes de Samarcanda d'unir-se a la seva revolta i amb elles va sortir de la capital cap a la Porta de Ferro; pel seu costat les seves tropes al Khuttalan ja estaven a Tirmidh i havien saquejat la província però havien estat rebutjats a la ciutat de Tirmidh pel governador Timurtash. Umar Xaikh es va assabentar de tot això a Samarcanda i es va dirigir a Ilgazigage (a l'oest de Samarcanda, en la ruta cap a Karshi) on va reunir tropes.
Mentre Mireke havia derrotat els governadors Dadmud Barles i Ak Timur Bahadur, les possessions dels quals havia saquejat i havia ocupat l'arsenal on s'havia apoderat de les armes i maquinaria de guerra que va repartir entre els seus. Però quan Umar Xaikh es va presentar amb les seves tropes, el seu exèrcit es va desbandar.
Mireke va fugir al Khuttalan creuant el riu Vakagh pel pont de pedra de Tajkupru. Omar Shaikh va passar per Hisar Shadman i Tirkani i va travessar el riu nadant. Mireke es va retirar al congost de Darei Dervaz i va demanar ajut a Shah Jalal al-Din, un príncep fronterer, però aquest li va refusar fins i tot l'entrada al seu castell, els seus domèstics el van abandonar i va fugir cap a un altre lloc; els seus perseguidors no el trobaven.
Umar Xaikh va acampar a Kaptxak al Khuttalan i allí es va establir a un palau (abans de Mireke) anomenat Ak Sarai, i va esperar uns dies a tenir notícies. Efectivament un viatger de nom Osman ibn Aruk Umar va informar haver sorprés a Mireke a una font a la muntanya Butatu i haver-lo apressat amb els seus quatre darrers servidors; Omar Shaikh va enviar l'ordre de matar-lo i així fou fet. El seu germà Abu l-Fath també fou executat.

## Revolta dels Boroldai (1388)
Mentre Muhammad Mireke es revoltava prop de Samarcanda, Jahan Shah havia sortit de Kunduz per anar a reunir-se a les forces imperials amb els tumans de Boroldai, Taikan i Apardi i a Balkh es va reunir amb les tropes de la zona manades per l'amir Yadghiar Barles. Poc després els Boraldai es van revoltar i van tornar enrere. Jahan Shah els va seguir i els va trobar al Bakelan i els va atacar i derrotar. Jahan Shah va tenir noticies aleshores de la revolta de Mireke, i que aquest estava acampat a Hisar Shadman. Va enviar a Khoja Yusuf a Arhanq por dirigir les tropes de la zona i a Pir Ali Taz per portar les tropes que havien quedat a Balkh. Havien quedat en reunir-se al Jihun i Jahan Shah va arribar primer; però a la nit Junayd Boroldai (nebot de Boroldai), el seu germà Baiazet Boroldai i Ali Akbar es van revoltar amb els esquadrons que dirigien, uns tres mil homes. Van atacar a Jahan Shah, que després de la deserció dels rebels s'havia quedat nomes amb 60 homes; Jahan Shah va resistir l'atac perquè havia rebut un correu que l'avisava de la imminent arribada de Khoja Yusuf. Aquest va arribar al capvespre i poc després Pir Ali Taz, i tot i que encara estaven en inferioritat van poder derrotar els enemics. Els vencedors van acampar llavors a Kunduz mentre els rebels es van retirar cap al Hindu Kush, que van creuar, arribant a Kabul on el governador local Abu Said Bisud, es va unir als revoltats.
Mentre un enemic del governador de Kabul, Ak Bugha, que havia estat empresonat per Timur i després enviat a l'Altai (Mogolistan) havia intentat retornar i havia estat fet presoner altre cop sent portat a Timur. Aquest que s'acabava d'assabentar de la revolta d'Abu Said Bisud de Kabul, sabent que Ak Bugha era el seu enemic jurat, el va deixar en llibertat a canvi de dirigir la lluita contra el rebel; li va donar el comandament de la tribu Bisud, que dirigia Abu Said Bisud, i més tard li va enviar reforços des de Samarcanda dirigits per Ramadan Khoja, sempre per anar a combatre a Abu Said. Jahan Shah va sortir de Kunduz i Khoja Yusuf de Balkh amb el mateix objectiu. Van passar el Hindu Kush i es van trobar amb els rebels Junayd Boroldai i Abu Said Bisud a Laghman, van saquejar els seus llocs de pastura i el país en general i els van obligar a fugir al país de Sind. L'amir Ak Bugha va sortir amb tropes d'Herat per combatre els rebels fugitius i pel camí es va unir a les de Seisel [Seifel o Saifel] Barles de Kandahar. Van atrapar a Junayd & Bayazit Boroldai i Abu Said Bisud i els van derrotar però els tres caps rebels van poder fugir a Delhi